# دهستان دشت لالی
دهستان دشت لالی نام دهستانی در بخش مرکزی شهرستان لالی، استان خوزستان در ایران است. براساس سرشماری مرکز آمار ایران در سال ۱۳۸۵، جمعیت آن ۵۴۷۸ نفر (۸۵۶ خانوار) بوده‌است.